# سدم إسبارطي
السُدم الإسبارطي (باللاتينية: Sedum laconicum) نوع نباتي يتبع جنس السدم من الفصيلة المخلدية.

## الموئل والانتشار
موطنه بلاد الشام والمغرب العربي وتركيا واليونان ومقدونيا.

## مرادفات للاسم العلمي
- (باللاتينية: Sedum idaeum D.A.Webb)